# Chaboissaea
Chaboissaea is een geslacht uit de grassenfamilie (Poaceae). De soorten komen voor in Amerika.

## Soorten
De Catalogue of New World Grasses erkent de volgende soorten:
- Chaboissaea atacamensis
- Chaboissaea decumbens
- Chaboissaea ligulata
- Chaboissaea subbiflora